# Keratoisis grandis
Keratoisis grandis is een zachte koraalsoort uit de familie Isididae. De koraalsoort komt uit het geslacht Keratoisis. Keratoisis grandis werd in 1908 voor het eerst wetenschappelijk beschreven door Nutting. 